# Vladimir Selkov
Vladimir Selkov (Rusia, 1 de abril de 1971) es un nadador ruso retirado especializado en pruebas de estilo espalda, donde consiguió ser subcampeón olímpico en 1992 en los 200 metros.

## Carrera deportiva
En los Juegos Olímpicos de Barcelona 1992, representando al equipo unificado, ganó la medalla de plata en los 200 metros espalda, con un tiempo de 1:58.87 segundos, tras el español Martin López-Zubero que batió el récord olímpico con 1:58.47 segundos, y por delante del italiano Stefano Battistelli; además ganó la plata en los relevos de 4 x 100 metros estilos.
Cuatro años después representando a Rusia, en las Olimpiadas de Atlanta 1996 volvió a ganar la plata en los relevos de 4 x 100 metros estilos.